# Гребнер, Пауль
Карл Отто Роберт Петер Пауль Гре́бнер (нем.  Karl (Carl) Otto Robert Peter Paul Gräbner (Graebner); 29 июня 1871, Аплербек — 6 февраля 1933, Берлин) — немецкий ботаник, флорист и геоботаник.
Как и Дильс, рассматривал ботаническую географию с исторических и ландшафтно-биономических позиций, дав очерк развития флор начиная с палеозойской эры и предложив оригинальную физиономическую систему растительных формаций, основанную преимущественно на признаках местообитаний, но не самой растительности.
с 1910 — профессор Ботанического сада и музея в Берлин-Далеме.
Роды растений, описанные Гребнером:
- Anthericus Asch. & Graebn. Liliaceae
- Belonanthus Graebn. Valerianaceae
- Chamaepericlimenum Asch. & Graebn. Cornaceae
- Festulolium Asch. & Graebn. Poaceae
- Heterochiton Graebn. & Mattfeld Caryophyllaceae
- Hoeckia Engl. & Graebn. ex Diels Valerianaceae
- Kolkwitzia Graebn. Caprifoliaceae
- Ochlopoa (Asch. & Graebn.) H.Scholz Poaceae
- Phuodendron Graebn. Valerianaceae
- Pseudalthenia (Graebn.) Nakai Potamogetonaceae
- Stangea Graebn. Valerianaceae
- Tritordeum Asch. & Graebn. Poaceae
- × Agrocalamagrostis Asch. & Graebn. Poaceae
- × Cephalopactis Asch. & Graebn. Orchidaceae
- × Coromelandrium Graebn. Caryophyllaceae
- × Gymnanacamptis Asch. & Graebn. Orchidaceae
- × Orchicoeloglossum Asch. & Graebn. Orchidaceae
- × Orchimantoglossum Asch. & Graebn. Orchidaceae
- × Polypogonagrostis (Asch. & Graebn.) Maire & Weiller Poaceae

## Печатные труды
- нем.  Gräbner P. Lehrbuch der allgemeinen Pflanzengeographie nach entwickelungsgeschichtlichen und physiologisch-ökologischen Gesichtspunkten mit Beiträgen von Paul Ascherson... – Leipzig: Quelle u. Meyer, 1910
- Гребнер П. География растений / Перевод с немецкого с многочисленными переделками и дополнениями М. Голенкина. — М.: Изд-во Сабашниковых, 1914
- нем.  Warming E., Gräbner P.  Lehrbuch der ökologischen Pflanzengeographie. 3. Aufl. – Berlin: Gebruder Borntraeger, 1918